# 2 Timoteo 1

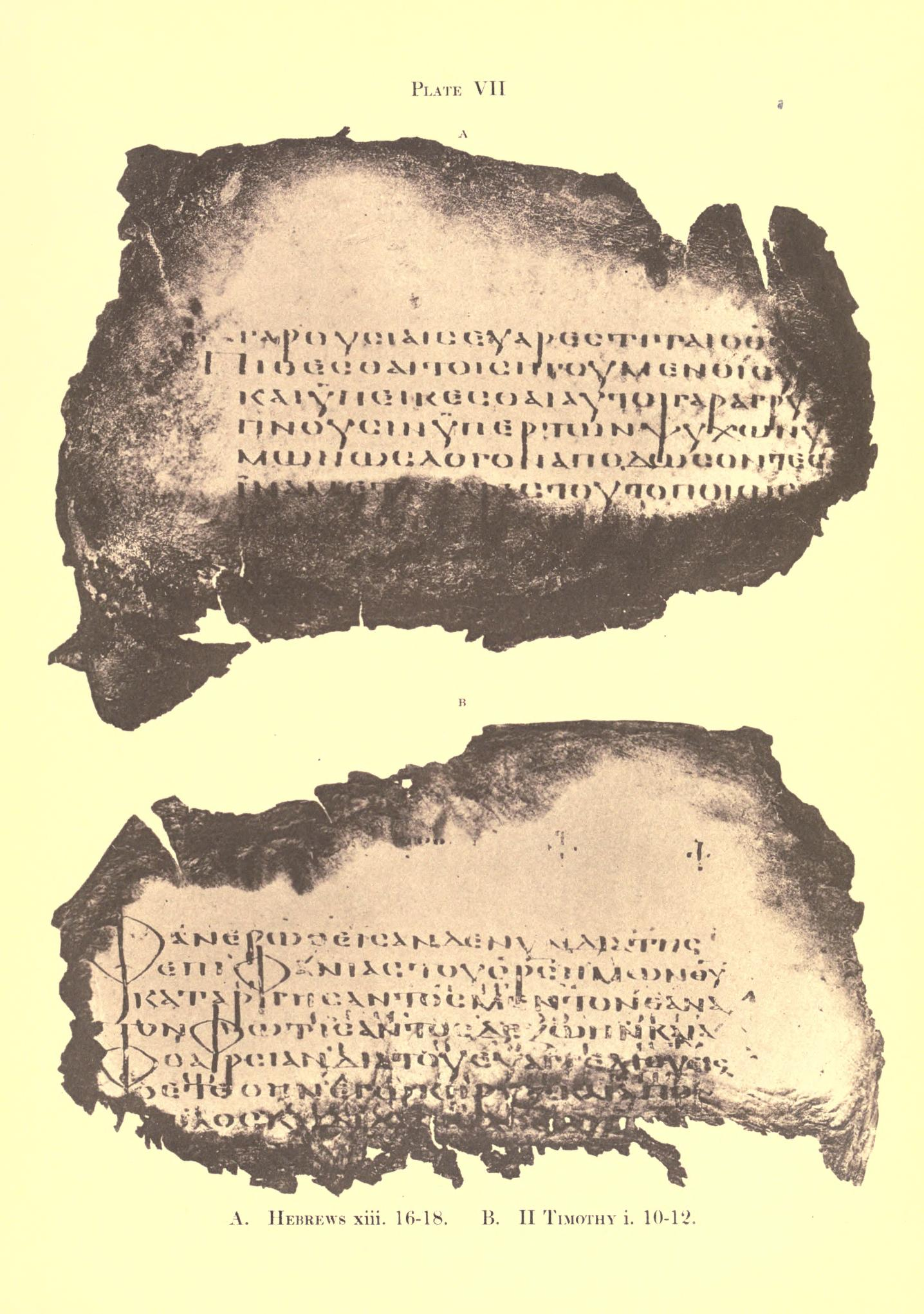
Parte de la Segunda Epístola a Timóteo en el Codex Freerianus

 2 Timoteo 1 es el primer capítulo de la Segunda epístola a Timoteo, y se suele abreviar como «2 Tim. 1». que es uno de los veintisiete libros que conforman el Nuevo Testamento cristiano que forma un grupo homogéneo con la Primera epístola a Timoteo y la epístola a Tito. Así mismo, es una de las trece epístolas atribuidas, por la tradición, a Pablo de Tarso.
Su estilo y vocabulario son diferentes de los demás escritos paulinos por lo que la mayoría de los teólogos consideran que no fueron escritas por el apóstol Pablo o que no fue él mismo quien les dio su forma literaria, sino alguno de sus discípulos. Es probable que se encuentre entre las primeras de las cartas de Pablo, escritas probablemente a finales del año 52 d. C. Las catorce epístolas de Pablo de Tarso se dividen tradicionalmente en siete mayores y siete menores, en razón de su longitud e importancia.

## Manuscritos antiguos supervivientes
.

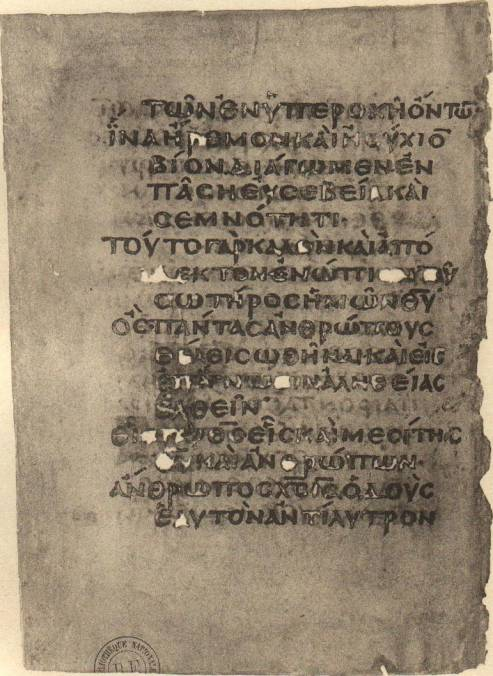
Fragmentos que muestran 1 Timoteo 2:2-6 en el Codex Coislinianus, de hacia 550 d. C.

El manuscrito original en griego koiné se ha perdido, y las texto de las copias supervivientes varían.
El primer escrito conocido de 1 Timoteo se ha encontrado en el Papiros de Oxirrinco 5259, designado P133, en 2017. Procede de una hoja de un códice datado en el siglo III (330-360). Otros manuscritos antiguos que contienen parte o la totalidad del texto de este libro son:
- Codex Alexandrinus (400-440)
- Codex Ephraemi Rescriptus (c. 450)
- Codex Freerianus (c. 450)
- Uncial 061 (c. 450)
- Codex Claromontanus (c. 550)
- Codex Coislinianus (c. 550)
- Uncial 0262 (siglo VII)[8]

## Contenido
- 1: Saludo. Versículos 1-5.
- 2: Correspondencia a la gracia recibida. Versículos 6-7
- 3: Pablo, heraldo del Evangelio. Versículos 8-14
- 4: Comportamiento de algunos discípulos. Versículos 15-18.

### Saludo. Versículos 1-5
- 1-Pablo, apóstol de Cristo Jesús por voluntad de Dios para anunciar la vida prometida que hay en Cristo Jesús,

2-a Timoteo, mi querido hijo: gracia, misericordia y paz de parte de Dios Padre y de Cristo Jesús, Señor nuestro. 
- 3-Doy gracias a Dios, a quien sirvo, como mis antepasados, con una conciencia pura, porque continuamente te tengo presente en mis oraciones noche y día.
- 4-Al acordarme de tus lágrimas estoy deseando verte para llenarme de alegría.
- 5-Me viene a la memoria tu fe sincera, que arraigó primero en tu abuela Loide y en tu madre Eunice, y estoy seguro de que también en ti.[9]

#### Comentarios
En esta carta Pablo se centra en destacar el Evangelio como razón para soportar cualquier adversidad (1,6-2,13) y como una enseñanza valiosa que debe ser protegida, defendida y difundida (2,14-4,8). A lo largo del texto, se encuentran múltiples referencias personales del Apóstol, que culminan en instrucciones finales dirigidas a Timoteo. Los versículos iniciales (1,1-5) expresan un profundo afecto hacia el discípulo, recordando en cierto modo la emotiva despedida de Pablo con los presbíteros de Éfeso en Mileto (cf. Hch 20,37). La mención de la abuela y la madre de Timoteo subraya el carácter íntimo de la carta y resalta el reconocimiento hacia quienes nos han transmitido la fe.

Los cristianos están obligados a una especial gratitud para con aquellos de quienes recibieron el don de la fe, la gracia del Bautismo y la vida en la Iglesia. Puede tratarse de los padres, de otros miembros de la familia, de los abuelos, de los pastores, de los catequistas, de otros maestros o amigos.

### Correspondencia a la gracia recibida. Versículos 6-7
- 6-Por esta razón, te recuerdo que tienes que reavivar el don de Dios que recibiste por la imposición de mis manos,
- 7-porque Dios no nos dio un espíritu de timidez, sino de fortaleza, caridad y templanza.[9]

#### Comentarios
El rito de la imposición de las manos, mencionado también en 1 Tm 4,14, comunicaba el don del ministerio apostólico. La Iglesia ha conservado intactos estos elementos esenciales del sacramento del Orden: la imposición de las manos y las palabras consecratorias del Obisp. El «don de Dios» (v. 6) alude al «carácter» sacerdotal. Los dones que Dios confiere al sacerdote 

...no son en él transitorios y pasajeros, sino estables y perpetuos, unidos como están a un carácter indeleble, impreso en su alma, por el cual ha sido constituido sacerdote para siempre (cfr Sal 110,4), a semejanza de Aquel de cuyo sacerdocio queda hecho partícipe»

Pablo utiliza un lenguaje muy expresivo al referirse al don recibido por el sacramento del Orden, comparándolo con un rescoldo que, aunque siempre presente, necesita ser avivado periódicamente. De este modo, el apóstol destaca la permanencia del don divino en el sacerdote y la importancia de reavivarlo para que despliegue plenamente su luz y su calor, cumpliendo así con su propósito espiritual. «la gracia de Dios es como un fuego, que no luce cuando lo cubre la ceniza; pues así ocurre cuando la gracia está cubierta en el hombre por la torpeza o el temor humano» El Concilio de Trento se apoya en estos dos versículos para definir solemnemente que el orden sacerdotal es un sacramento instituido por Jesucristo.

### Pablo, heraldo del Evangelio. Versículos 8-14
- 8-Así pues, no te avergüences del testimonio de nuestro Señor, ni de mí, su prisionero; al contrario, comparte conmigo los sufrimientos por el Evangelio con fortaleza de Dios,
- 9-que nos ha salvado y nos ha llamado con una vocación santa, no en razón de nuestras obras, sino por su designio y por la gracia que nos fue concedida por medio de Cristo Jesús desde la eternidad.

......
- 13-Ten por norma las palabras sanas que me escuchaste con la fe y la caridad que tenemos en Cristo Jesús.
- 14-Guarda el buen depósito por medio del Espíritu Santo que habita en nosotros.[17]

#### Comentarios
El Espíritu Santo se manifestó y derramó sobre la Iglesia el día de Pentecostés y actúa continuamente en ella para santificar a todos los fieles y para que los pastores —y en especial los sucesores de Pedro— 

... que santamente custodiaran y fielmente expusieran la revelación transmitida por los Apóstoles, es decir, el depósito de la fe

«Sé en quién he creído» (v. 12). 

Por la fe el hombre se entrega entera y libremente a Dios, le ofrece el homenaje total de su entendimiento y voluntad, asintiendo libremente a lo que Él revela. Para dar esta respuesta de fe es necesaria la gracia de Dios, que previene y nos ayuda, junto con el auxilio del Espíritu Santo, que mueve el corazón, lo dirige a Dios, abre los ojos del espíritu y concede a todos gusto en aceptar y creer la verdad.

«Mi depósito» (v. 12) Juan Crisóstomo lo interpreta así: 

¿Qué se entiende por depósito? La fe, la predicación. El mismo que me ha confiado el depósito sabrá guardarlo intacto. Yo sufro todo para que este tesoro no sea arrebatado. Yo no me retraigo por los males que haya de sufrir, me basta que este depósito se conserve puro.

### Comportamiento de algunos discípulos. Versículos 15-18
- 15-Ya sabes que me han abandonado todos los de Asia, entre ellos Figelo y Hermógenes.
- 16-Que el Señor tenga misericordia con la casa de Onesíforo, porque me alivió muchas veces y no se avergonzó de mis cadenas;
- 17-es más, en cuanto vino a Roma, se apresuró a buscarme hasta que me encontró.
- 18-¡Que el Señor le conceda encontrar misericordia aquel día! Por lo demás, tú sabes mejor cuántos servicios prestó en Éfeso[21]

#### Comentarios
No sabemos nada de estos discípulos que abandonaron a San Pablo, pero probablemente eran personas conocidas en Éfeso. En contraste con ellos, el ejemplo de Onesíforo es un estímulo para la ayuda fraterna: 

Así han de ser los fieles —hace notar San Juan Crisóstomo—: que no los detenga el miedo, la venganza o la vergüenza, sino que colaboren unos con otros, que se apoyen y se ayuden.

El Apóstol pide por él y por su casa, haciendo un juego de palabras: así como Onesíforo se esforzó por «encontrar» a Pablo, Dios le concederá «encontrar» misericordia en el día del juicio, gracias a su buena acción.